# Oecomys rex
Grande Souris arboricole
Espèce
Statut de conservation UICN

 LC  : Préoccupation mineure
Synonymes
- Oecomys regalis Hershkovitz, 1960[1]

Oecomys rex, qui a pour nom commun Grande Souris arboricole, est une espèce sud-américaine de rongeurs de la famille des Cricetidae.

## Description
Oecomys rex a une fourrure dorsale de 9 à 14 mm et une petite touffe caudale de couleur brun rougeâtre contrastant avec un ventre blanc.

## Répartition
Oecomys rex est présent au nord-est du Brésil, en Guyane, au Guyana, au Suriname et au sud-est du Venezuela.
Son habitat naturel est constitué de forêts sempervirentes humides qui abritent un sous-bois luxuriant de broméliacées, d'épiphytes et de lianes.